# Saint-Laurent (circonscription fédérale)
Pour les articles homonymes, voir Saint-Laurent.
Circonscription électorale fédérale du Canada
Saint-Laurent (ancienne Saint-Laurent—Cartierville) est une circonscription électorale fédérale canadienne située sur l'île de Montréal, au Québec. Elle est représentée à la Chambre des communes par Emmanuella Lambropoulos (Parti libéral du Canada) depuis les élections partielles du 3 avril 2017.

## Géographie
La circonscription comprend la partie de la ville de Montréal constituée de l'arrondissement de Saint-Laurent et de la partie de l'arrondissement d'Ahuntsic-Cartierville située au sud d'une ligne décrite comme suit : commençant à l'intersection dudit arrondissement avec le boulevard Henri-Bourassa Ouest ; de là vers le nord-est suivant ledit boulevard jusqu'au boulevard de l'Acadie ; de là généralement vers le sud-est suivant ledit boulevard jusqu'à la limite sud-est de l'arrondissement d'Ahuntsic-Cartierville.
Les circonscriptions limitrophes sont Pierrefonds—Dollard, Dorval—Lachine—LaSalle, Mont-Royal, Papineau et Ahuntsic-Cartierville.

## Historique
Un premier district électoral, comme ils sont appelés à l'époque, Saint-Laurent, existe de 1892 à 1917, mais occupe un territoire différent de la circonscription actuelle.
En 1987, la circonscription de Saint-Laurent est créée à partir des circonscriptions de Dollard, Laval-des-Rapides et Saint-Denis. Elle est renommée Saint-Laurent—Cartierville en 1989.
Lors du redécoupage électoral de 2013, la circonscription de Saint-Laurent réapparaît, composée de l'ancienne circonscription de Saint-Laurent—Cartierville de laquelle est retranché le quartier de Cartierville, passé dans Ahuntsic-Cartierville.
Lors du redécoupage électoral de 2022-2023, la circonscription est légèrement agrandie avec sa limite nord-est qui passe de l'autoroute 15 jusqu'au boulevard de l'Acadie entre l'autoroute 40 et le boulevard Henri-Bourassa.

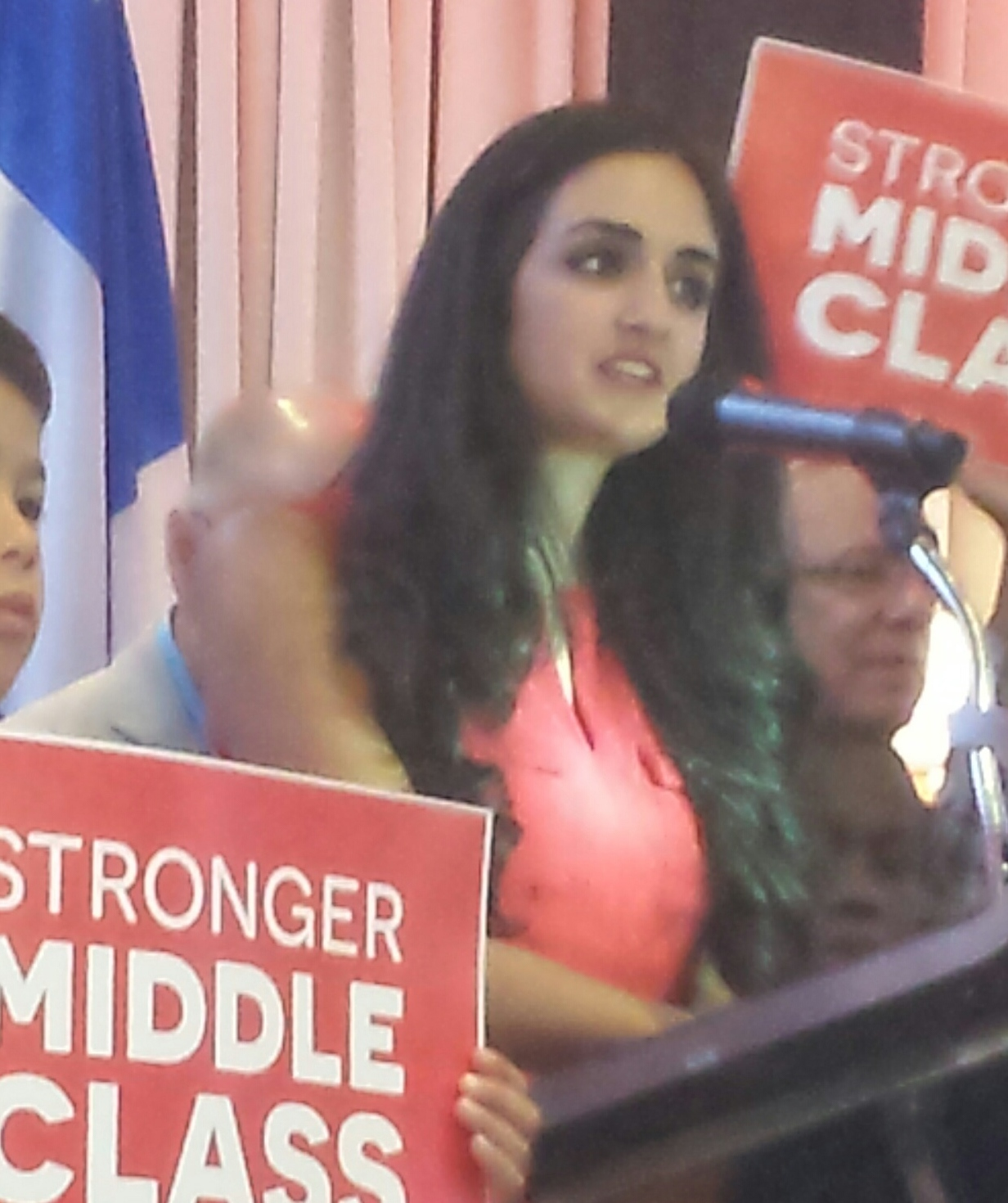
Emmanuella Lambropoulos, députée de Saint-Laurent depuis 2017.

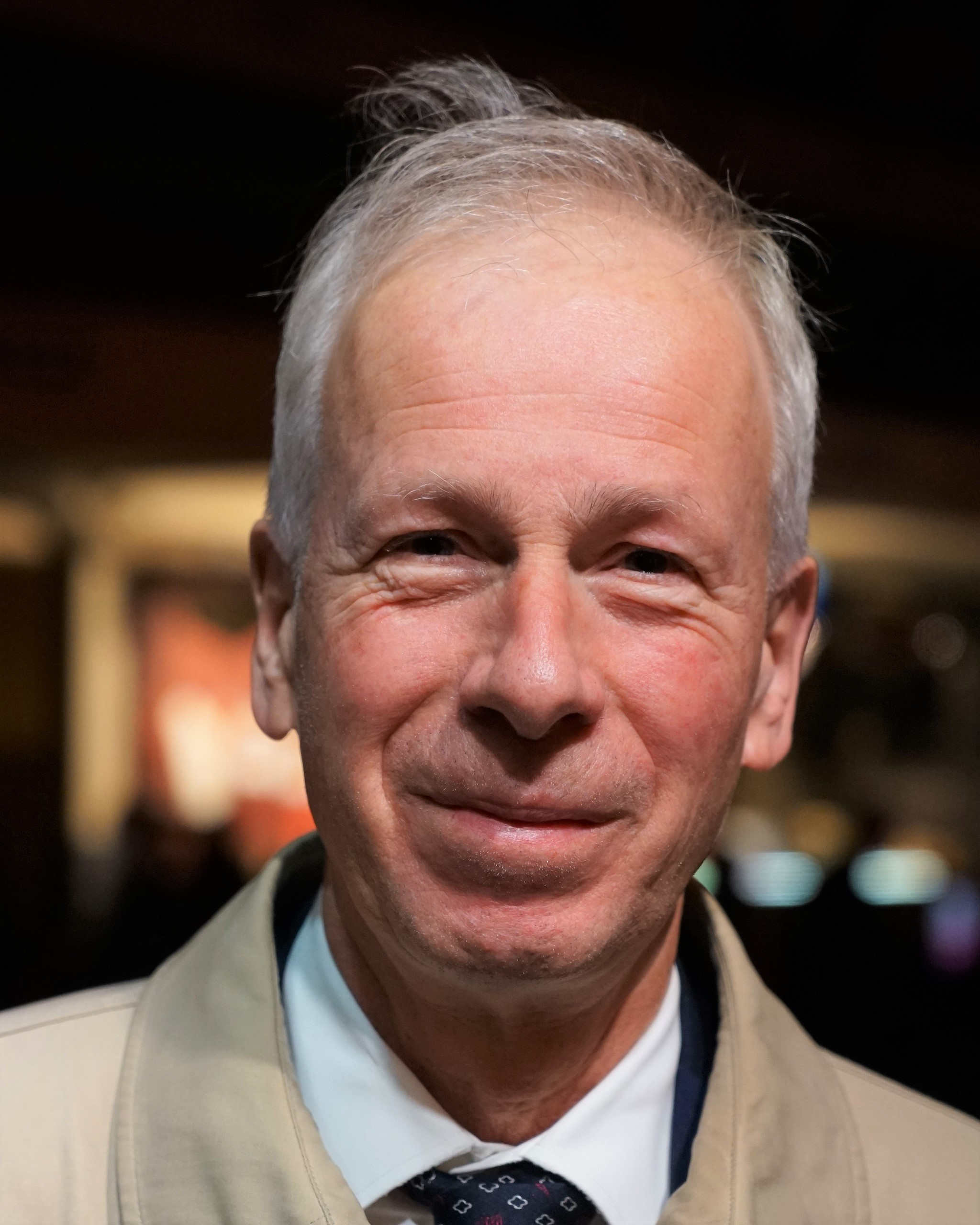
Stéphane Dion, député de la circonscription de 1996 à 2017.

## Députés
| Législature                                                      | Années        | Député                  | Parti | Parti   |
| ---------------------------------------------------------------- | ------------- | ----------------------- | ----- | ------- |
| Saint-Laurent issue de Dollard, Laval-des-Rapides et Saint-Denis |               |                         |       |         |
| 34e                                                              | 1988–1993     | Shirley Maheu           |       | Libéral |
| Saint-Laurent—Cartierville                                       |               |                         |       |         |
| 35e                                                              | 1993–1996     | Shirley Maheu           |       | Libéral |
| 35e                                                              | 1996–1997     | Stéphane Dion           |       | Libéral |
| 36e                                                              | 1997–2000     | Stéphane Dion           |       | Libéral |
| 37e                                                              | 2000–2004     | Stéphane Dion           |       | Libéral |
| 38e                                                              | 2004–2006     | Stéphane Dion           |       | Libéral |
| 39e                                                              | 2006–2006     | Stéphane Dion           |       | Libéral |
| 40e                                                              | 2008–2011     | Stéphane Dion           |       | Libéral |
| 41e                                                              | 2011–2015     | Stéphane Dion           |       | Libéral |
| Saint-Laurent                                                    |               |                         |       |         |
| 42e                                                              | 2015–2017     | Stéphane Dion           |       | Libéral |
| 42e                                                              | 2017–2019     | Emmanuella Lambropoulos |       | Libéral |
| 43e                                                              | 2019–2021     | Emmanuella Lambropoulos |       | Libéral |
| 44e                                                              | 2021–2025     | Emmanuella Lambropoulos |       | Libéral |
| 45e                                                              | 2025–en cours | Emmanuella Lambropoulos |       | Libéral |

## Résultats électoraux

### Tendances
| |
| - Parti libéral - Progressiste-conservateur (ancien) - NPD - Parti vert - Bloc québécois - Parti réformiste (ancien) - Alliance canadienne (ancien) - Parti conservateur - Parti populaire |

#### Majorité en voix du parti arrivé en tête
Le Parti libéral du Canada a toujours remporté la circonscription depuis sa création en 1988, avec des marges généralement très larges. Seules les élections générales de 1988 (où les Progressistes-conservateurs balaient le Québec) et de 2011 (vague orange du NPD) voient le PLC remporter la circonscription avec moins de 10 000 voix d'avance sur le parti arrivé en deuxième. C'est également le cas lors de la partielle de 2017 (mais la participation était alors inférieure à 30 % des électeurs inscrits).
|                                                                    |
| Les élections partielles sont surlignées en gris sur le graphique. |

### Résultats détaillés
|       | Candidat                      | Parti              | # de voix | % des voix |
|       | Jimmy Yu                      | Conservateur       | +07 867,  | 19,51 %    |
|       | Pascal-Olivier Dumas-Dubreuil | Bloc québécois     | +01 879,  | 4,66 %     |
|       | Stéphane Dion (sortant)       | Libéral            | +24 832,  | 61,57 %    |
|       | Alain Ackad                   | NPD                | +04 646,  | 11,52 %    |
|       | John Tromp                    | Vert               | +00977,   | 2,42 %     |
|       | Fernand Deschamps             | Marxiste-léniniste | +00129,   | 0,32 %     |
| Total | Total                         | Total              | 40 330    | 100 %      |